# Schizonycha bottegoi
Schizonycha bottegoi är en skalbaggsart som beskrevs av Brenske 1895. Schizonycha bottegoi ingår i släktet Schizonycha och familjen Melolonthidae. Inga underarter finns listade i Catalogue of Life.